# Angluzelles-et-Courcelles
Angluzelles-et-Courcelles ist eine französische Gemeinde mit 143 Einwohnern (Stand: 1. Januar 2022) im Département Marne in der Region Grand Est. Sie gehört zum Arrondissement Épernay und zum Kanton Vertus-Plaine Champenoise. 
Nachbargemeinden sind Pleurs im Nordwesten, Ognes im Norden, Corroy im Nordosten, Faux-Fresnay im Osten, Thaas im Süden und Marigny im Westen. 

## Bevölkerungsentwicklung
| Jahr                       | 1962 | 1968 | 1975 | 1982 | 1990 | 1999 | 2008 | 2018 |
| -------------------------- | ---- | ---- | ---- | ---- | ---- | ---- | ---- | ---- |
| Einwohner                  | 180  | 152  | 137  | 137  | 140  | 143  | 136  | 140  |
| Quellen: Cassini und INSEE |      |      |      |      |      |      |      |      |

## Sehenswürdigkeiten
- Kirche Saint-Blaise in Angluzelles

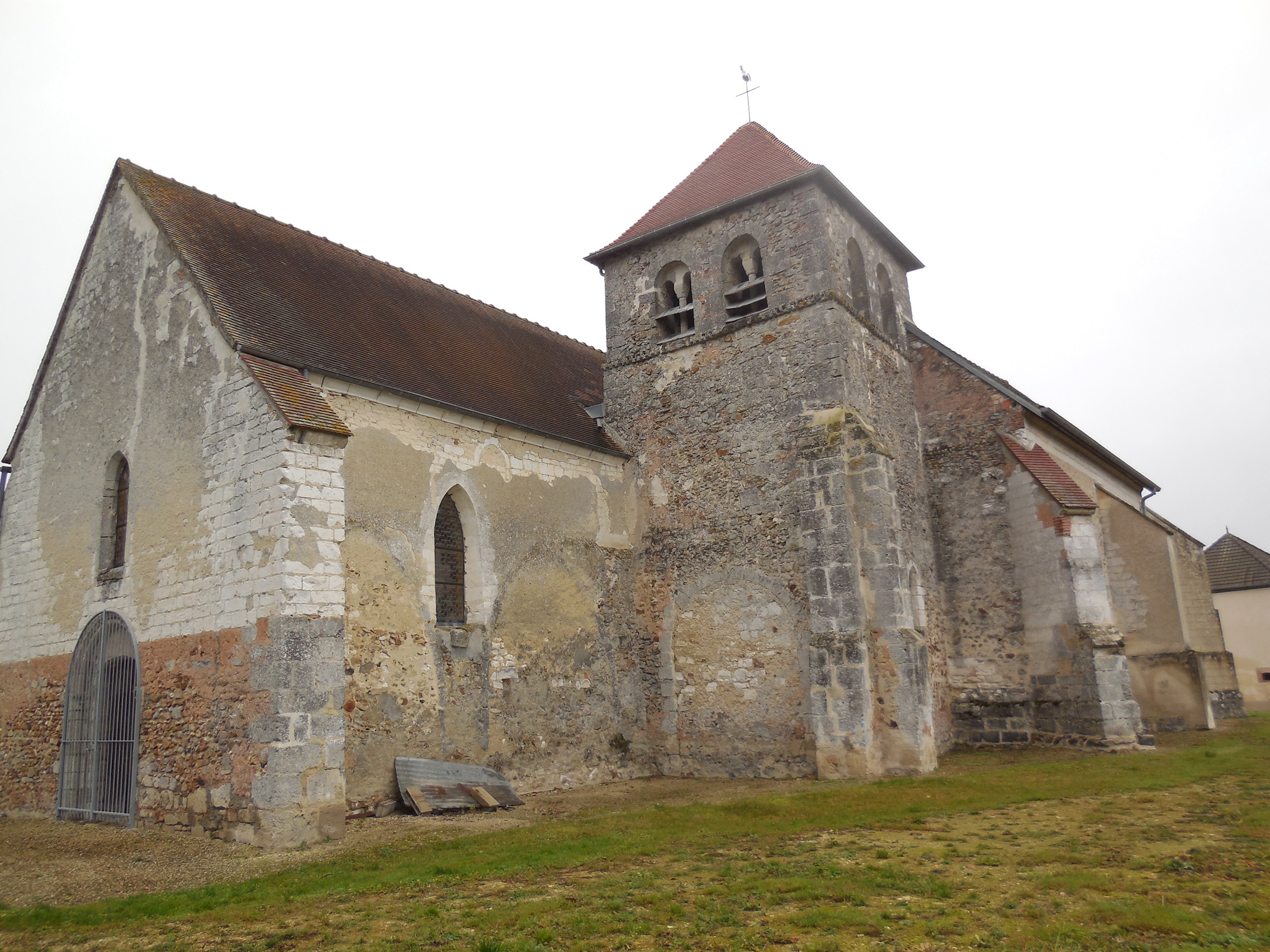
Kirche Saint-Blaise